# Монтисело (Мисисипи)
Монтисело (енгл. Monticello) град је у америчкој савезној држави Мисисипи.

## Демографија
По попису из 2010. године број становника је 1.571, што је 155 (-9,0%) становника мање него 2000. године.
| Група             | 2000.         | 2010.       |
| Белци             | 1.108 (64,2%) | 907 (57,7%) |
| Афроамериканци    | 590 (34,2%)   | 501 (31,9%) |
| Азијати           | 17 (1,0%)     | 11 (0,7%)   |
| Хиспаноамериканци | 1 (0,1%)      | 142 (9,0%)  |
| Укупно            | 1.726         | 1.571       |